# امبانیل
امبانیل (به فرانسوی: Ambonil) یک کمون در فرانسه است که در Canton of Loriol-sur-Drôme واقع شده‌است.

## خصوصیات
امبانیل ۱٫۲۳ کیلومترمربع مساحت و ۱۱۸ نفر جمعیت دارد.